# 深圳大学计算机与软件学院
深圳大学计算机与软件学院成立于2009年，前身为深圳大学电子工程系计算机教研室（成立于1983年）和软件学院（成立于2006年）。

## 历史沿革
- 1983年，电子工程系设立计算机教研室，创办计算机专业[1]。
- 1997年，以电子工程系为基础的信息工程学院成立，并在学院设立计算机科学与技术系。
- 2006年，在信息工程学院下设软件学院。
- 2009年，3月，计算机与软件学院单独建院，中国科学院院士陈国良教授担任首任院长[2]。
- 2016年，12月，依托深圳大学建设的大数据系统计算技术国家工程实验室获批[3]。
- 2017年，11月，深圳大学计算机学科进入ESI世界排名全球1%[4]。
- 2018年，1月，计算机科学与技术专业入选广东省攀峰学科；3月，获批计算机科学与技术一级学科博士点[5]；6月，计算机科学与技术本科专业通过国际工程教育专业认证；网络工程本科专业停招，物联网工程本科专业移交至深圳技术大学；11月，与腾讯公司共建深圳大学腾讯云人工智能学院，开设腾讯云人工智能本科特色班[6]。
- 2019年，4月，与深圳市龙华区人民政府共建的深圳计算科学研究院成立[7]；10月，获批设立计算机科学与技术博士后科研流动站[8]。
- 2020年，12月，深圳大学腾讯云人工智能学院入选广东省第二批示范性产业学院[9]。
- 2021年，6月，新增计算机科学与技术卓越班招生，实行本研一体化培养[10]。
- 2022年，1月，大数据系统计算技术国家工程实验室调整为深圳大学相对独立机构，挂靠在计算机与软件学院；6月，与腾讯公司签署战略合作协议，腾讯云人工智能特色班从本科扩展至硕士、博士培养[11]。
- 2022年，9月，深圳大学计算机科学学科进入ESI世界排名前1‰行列，是深大第三个进入ESI世界排名前1‰的学科[12]。
- 2024年，3月，新增人工智能本科专业[13]；7月，深圳大学计算机科学入选广东省基础学科拔尖人才培养创新实验区。
- 2025年，4月，大数据系统计算技术国家工程实验室及人工智能专业划拨至人工智能学院[14]。

## 管理团队
| 管理团队   | 管理团队 |
| ---------- | -------- |
| 院长       | 黄惠     |
| 党委书记   | 杨国洪   |
| 副院长     | 陆克中   |
| 党委副书记 | 廖江海   |
| 副院长     | 杨烜     |
| 副院长     | 崔来中   |
| 副院长     | 贾森     |

## 专业设置
| 学系               | 本科专业 | 硕士专业                                                                 | 博士专业                                                  |
| ------------------ | --- | ------------------------------------------------------------------------ | --------------------------------------------------------- |
| 计算机科学与技术系 | 计算机科学与技术 - 计算机科学与技术 - 卓越班 - 高性能计算特色班（创新班） - 计算机国际班（创新班） - 腾讯云人工智能特色班 | 计算机科学与技术（学术学位） 计算机技术（专业学位） 软件工程（专业学位） | 计算机科学与技术（学术学位） 大数据技术与工程（专业学位） |
| 软件工程系         | 软件工程 | 计算机科学与技术（学术学位） 计算机技术（专业学位） 软件工程（专业学位） | 计算机科学与技术（学术学位） 大数据技术与工程（专业学位） |

## 组织机构

### 教学单位
- 计算机科学与技术系
- 软件工程系

### 研究机构
- 高性能计算研究所
- 大数据技术与应用研究所
- 未来媒体技术与计算研究所
- 网络与信息安全研究所
- 计算机视觉研究所
- 可视计算研究中心
- 智能服务计算研究中心
- 软件工程研究中心

### 科研平台
国家级科研平台
- 粤港现代信息服务协同创新中心（省部共建）

省级科研平台
- 人工智能与数字经济广东省实验室（深圳）
- 广东省普及型高性能计算机重点实验室
- 广东省教育厅人工智能环境下的脑视觉感知高校重点实验室
- 广东高校大数据分析工程技术研究中心
- 广东省教育厅中英合作视觉信息处理实验室
- 广东省移动互联网应用中间件工程技术研究中心
- 广东省母婴健康监测与预警工程技术研究中心
- 广东省无线大数据与未来网络工程技术研究中心
- 广东省国产高性能数据计算系统工程技术研究中心
- 广东省3D内容制作工程技术研究中心

市级科研平台
- 深圳计算科学研究院
- 深圳市嵌入式系统设计重点实验室
- 深圳市服务计算与应用重点实验室
- 深圳市智能医疗诊断重点实验室
- 深圳市可穿戴物联网智能感知与计算重点实验室
- 深圳移动互联网应用中间件技术工程实验室
- 深圳市物联网专用集成电路设计工程实验室
- 深圳大数据智能信息处理工程实验室
- 深圳市多媒体与虚拟现实公共技术服务平台
- 深圳市数智化技术与系统重点实验室

## 学院排名
CSRankings（2009-2024）：深圳大学计算机科学领域位于中国大陆高校第18名。

## 知名学者
- 陈国良：中国科学院院士，深圳大学计算机与软件学院创院院长[15]。
- Victor C. M. Leung（梁中明）：加拿大皇家学会科学院院士，加拿大工程院院士，深圳大学特聘教授[16]。
- Yu Fei（于非）：加拿大工程院院士，人工智能与数字经济广东省实验室（深圳）执行主任[17]。
- 黄惠：国家“万人计划”科技创新领军人才，深圳大学计算机与软件学院院长，深圳大学“腾讯创始人校友团队”冠名特聘教授[18]。
- 毛睿：教育部“长江学者”特设岗位教授，深圳大学计算机与软件学院特聘教授，深圳计算科学研究院执行院长[19]。

## 知名院友
工商界
- 梁光伟—85电子技术与计算机专业，深圳华强集团有限公司董事长、总裁[20]
- 陈志坚—86计算机，南海市腾航贸易有限公司董事长
- 周国辉—87计算机，深圳市怡亚通供应链股份有限公司董事长[21]
- 马化腾—89计算机，腾讯公司主要创始人之一，董事会主席兼首席执行官
- 张志东—89计算机，腾讯公司主要创始人之一，高级执行副总裁兼首席技术官
- 许晨晔—89计算机，腾讯公司主要创始人之一，高级执行副总裁兼首席信息官
- 林文建—01计算机，深圳港智联房地产开发有限公司总经理

学术界
- 王威廉—09计算机，加利福尼亚大学圣塔芭芭拉分校助理教授[22]